# Galilei Donna
Galilei Donna (ガリレイドンナ?, Garirei Donna) — sottotitolata Storia di tre sorelle a caccia di un mistero — è una serie televisiva anime prodotta dalla A-1 Pictures per la regia di Yasuomi Umetsu, trasmessa in Giappone nel contenitore noitaminA della Fuji TV tra il 10 ottobre e il 19 dicembre 2013.

## Trama
Nel 2061 le tre sorelle Ferrari e discendenti di Galileo Galilei, Hozuki, Kazuki ed Hazuki, sono tre ragazze dalla personalità completamente differente che si ritrovano spesso in disaccordo tra di loro. Un giorno però la loro vita quotidiana viene sconvolta da una falsa accusa di terrorismo, secondo la quale sarebbero le autrici di una cospirazione che coinvolge un antico tesoro lasciato indietro da Galileo. Siccome l'unico modo per ripulire la loro reputazione è trovare il tesoro prima del nemico, le sorelle Ferrari iniziano allora a seguire gli indizi lasciati dai loro antenati, intraprendendo un viaggio intorno al mondo per svelare i suoi segreti.

## Personaggi

### Famiglia Ferrari

Le tre sorelle Ferrari a bordo del Grande Rosso

Hozuki Ferrari (星月・フェラーリ?, Hozuki Ferāri)
Doppiata da: Rina Hidaka
Kazuki Ferrari (神月・フェラーリ?, Kazuki Ferāri)
Doppiata da: Rumi Ōkubo
Hazuki Ferrari (葉月・フェラーリ?, Hazuki Ferāri)
Doppiata da: Kei Shindō
Sylvia Ferrari (シルヴィア・フェラーリ?, Shiruvia Ferāri)
Doppiata da: Hōko Kuwashima
Geshio Ferrari (夏至生・フェラーリ?, Geshio Ferāri)
Doppiato da: Rikiya Koyama

### Altri personaggi
Cicinho (シシーニョ?, Shishīnyo)
Doppiato da: Hiroshi Kamiya
Anna Hendrix (アンナ・ヘンドリックス?, Anna Hendorikkusu)
Doppiata da: Marina Inoue
Roberto Materazzi (ロベルト・マテラッツィ?, Roberuto Materattsui)
Doppiato da: Taiten Kusunoki
Theo Escher (テオ・エッシャー?, Teo Esshā)
Doppiato da: Daiki Yamashita
Karen (カレン?)
Doppiata da: Nao Tōyama
Hans Herman (ヘルマン・ハンス?, Heruman Hansu)
Doppiato da: Kenji Hamada
Grande Rosso (グランデ・ロッソ?, Gurande Rosso)
Doppiata da: Misaki Kuno
Galileo Galilei (ガリレオ・ガリレイ?, Garireo Garirei)
Doppiato da: Yūki Kaji

## Media

### Anime
Il progetto televisivo anime dello studio A-1 Pictures, diretto da Yasuomi Umetsu, è andato in onda sulle televisioni giapponesi nel contenitore noitaminA della Fuji TV dal 10 ottobre al 19 dicembre 2013. Il primo episodio è stato trasmesso in anteprima ad un evento tenutosi a Tokyo il 5 ottobre 2013. Le sigle di apertura e chiusura sono rispettivamente Synchromanica (シンクロマニカ?, Shinkuromanika) delle Negoto ed Innocent (イノセント?, Inosento) degli earthmind.

#### Episodi
| Nº | Titolo italiano (traduzione letterale) Giapponese 「Kanji」 - Rōmaji         | In onda          | In onda |
| Nº | Titolo italiano (traduzione letterale) Giapponese 「Kanji」 - Rōmaji         | Giapponese       |         |
| 1  | Galileo DNA 「ガリレオDNA」 - Garireo DNA                                    | 10 ottobre 2013  |         |
| 2  | Messier 「メシェ」 - Meshe                                                   | 17 ottobre 2013  |         |
| 3  | La vita di un pesce rosso 「キンギョ・ライフ」 - Kingyo raifu                | 24 ottobre 2013  |         |
| 4  | Regalo di neve 「スノーギフト」 - Sunōgifuto                                 | 31 ottobre 2013  |         |
| 5  | Costellazione di sogni 「星座夢幻」 - Seiza mugen                            | 7 novembre 2013  |         |
| 6  | Galileo Tesoro 「ガリレオテゾロ」 - Garireotezoro                            | 14 novembre 2013 |         |
| 7  | Pesce salato 「ソルトフィッシュ」 - Sorutofisshu                             | 21 novembre 2013 |         |
| 8  | Giappone 「ジャッポーネ」 - Jappōne                                          | 28 novembre 2013 |         |
| 9  | Pesce rosso spazio-temporale: prequel 「時空金魚 前編」 - Jikū kingyo zenpen | 5 dicembre 2013  |         |
| 10 | Pesce rosso spazio-temporale: sequel 「時空金魚 後編」 - Jikū kingyo kōhen   | 12 dicembre 2013 |         |
| 11 | Galileo Judge 「ガリレオジャッジ」 - Garireojajji                            | 19 dicembre 2013 |         |

#### Pubblicazioni
Gli episodi di Galilei Donna sono stati raccolti in sei volumi BD/DVD che sono stati distribuiti in Giappone per il mercato home video tra il 13 dicembre 2013 e il 14 maggio 2014.
| Volume | Volume | Episodi          | Data di pubblicazione |
| ------ | ------ | ---------------- | --------------------- |
|        | 1      | 1                | 13 dicembre 2013      |
| 2      | 2–3    | 15 gennaio 2014  |                       |
| 3      | 4–5    | 19 febbraio 2014 |                       |
| 4      | 6–7    | 19 marzo 2014    |                       |
| 5      | 8–9    | 16 aprile 2014   |                       |
| 6      | 10–11  | 14 maggio 2014   |                       |